# Goethestraße 55 (Magdeburg)

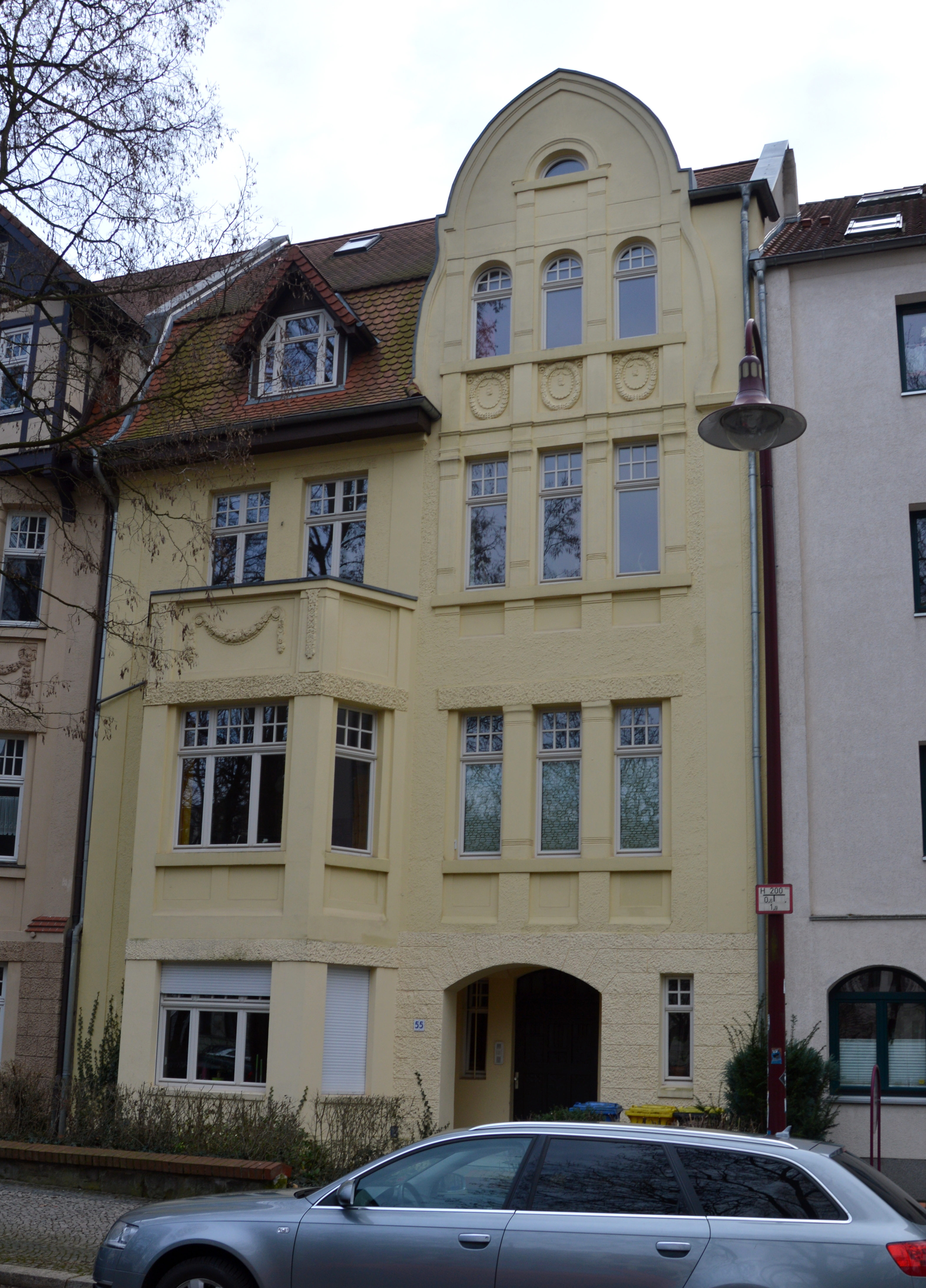
Goethestraße 55

Das Gebäude Goethestraße 55 ist ein denkmalgeschütztes Wohnhaus in Magdeburg in Sachsen-Anhalt.

## Lage
Es befindet sich auf der Südseite der Goethestraße im Magdeburger Stadtteil Stadtfeld Ost. Östlich grenzt das gleichfalls denkmalgeschützte Haus Goethestraße 56 an.

## Architektur und Geschichte
Das dreigeschossige verputzte Wohnhaus wurde im Jahr 1909 vom Architekten Peter Schneider errichtet. Bauherr des im Jugendstil gestalteten villenartig wirkenden Hauses war der Maurermeister Reinhold Radisch. Die Fassade wird auf ihrer Osthälfte von einem polygonalen Erker dominiert. Oberhalb des Erkers befindet sich ein Balkon. Die Fassade ist nur sparsam verziert. Als Schmuckelement findet sich ein dem späten Jugendstil zuzuordnendes Girlandendekor. Bedeckt ist der Bau von einem Mansarddach.
Im örtlichen Denkmalverzeichnis ist das Wohnhaus unter der Erfassungsnummer 094 81809 als Baudenkmal verzeichnet.
Das Haus gehört gemeinsam mit den benachbarten Häusern Goethestraße 56, 57 und 58 zu einer weitgehend geschlossen erhaltenen Häuserzeile nahe dem östlichen Ende der Goethestraße.